# La nuit est mon royaume
Pour le roman de Mary Higgins Clark, voir La nuit est mon royaume.
Pour plus de détails, voir Fiche technique et Distribution.
La nuit est mon royaume est un film français réalisé par Georges Lacombe avec Jean Gabin (deuxième collaboration Lacombe-Gabin, après Martin Roumagnac) et Simone Valère sorti en 1951 et pour lequel Jean Gabin reçut le prix d'interprétation masculine à Venise pour son rôle de Raymond Pinsard. Le film a obtenu également une mention du jury OCIC.

## Synopsis
Devenu aveugle à la suite d'un accident, un cheminot, chauffeur de locomotive à vapeur, doit s'adapter à sa nouvelle vie de non-voyant, notamment grâce aux soutiens de sa famille et d'autres non-voyants, dont une femme qui tombe sous son charme.
Aux commandes de sa locomotive, Raymond Pinsard est brûlé aux yeux par un jet de vapeur qui coûte la vie à son collègue. Malgré la douleur, il parvient seul à arrêter le train, évitant une catastrophe. Son courage est salué par la remise de la Légion d'honneur, mais il a perdu la vue.
Bien que rassuré par le docteur Vaugeois qui lui promet de l'opérer dans huit à douze mois, Pinsard ignore que le médecin lui cache la vérité, préférant la réserver à sa mère : sa cécité est incurable.
Bien que soutenu par sa mère, son beau-frère Julien et sa sœur Germaine, Raymond se laisse aller au découragement. Pensant guérir, il refuse d'aller dans un centre de rééducation pour aveugles.
Ce n'est que par la ruse qu'il accepte d'y aller. Sur les conseils de sœur Gabrielle, une religieuse du centre, sa mère fait venir un réparateur radio aveugle, Jean Gaillard, pour dépanner une TSF qu'elle a volontairement sabotée. L'optimisme et le dynamisme de Gaillard sont d'un grand réconfort pour Pinsard qui décide d'aller au centre de rééducation pour travailler avec lui à l'atelier de réparation de radio.
Au centre, Pinsard rencontre Louise Louveau, institutrice aveugle de naissance qui donne des cours de braille et dont il tombe amoureux. Louise n'est pas insensible bien qu'elle soit fiancée à l'économe du centre, Lionel Moreau à qui, un soir, elle révèle le diagnostic pessimiste du médecin de Pinsard.
Lors de la fête annuelle du centre, Moreau — rongé par la jalousie — révèle à Pinsard, qu'il ne retrouvera jamais la vue. Désespéré, l'ancien cheminot décide de se suicider en se jetant sous un train, mais il est sauvé in extremis par Julien. Quelque temps plus tard, il décide de quitter le centre. Comprenant la lâcheté de Moreau, Louise décide de rompre avec lui.
Ce n'est que grâce à la ténacité et aux arguments de sœur Gabrielle, devenue aveugle, que Pinsard décide de retourner au centre, où il suit les cours de braille de Louise à laquelle il offre un bouquet de fleurs.

## Fiche technique
| - Titre : La nuit est mon royaume - Réalisation : Georges Lacombe - Scénario original : Marcel Rivet - Dialogue : Charles Spaak - Assistants réalisateur : Raymond Bailly, Pierre Granier-Deferre, Jacques Carré - Images : Philippe Agostini - Opérateur : Jean Mallois, assisté de Robert Bontemps et André Chengles - Musique : Yves Baudrier (Éditions Choudens) - Décors : Rino Mondellini, René Moulaert assistés de Yves Olivier et Camille Demangeau - Son : Jean Rieul, assisté de Marcel Corvaisier, Henry Girbal - Montage : Henri Taverna et Suzanne Rondeau - Maquillage : René Daudin, Michèle Peguero - Script-girl : Colette Crochot - Photographe de plateau : Jacques Lacourie - Régisseur extérieur : Louis Seuret - Régisseur général : Jean Mottet | - Tournage : dans les studios "Franstudio" de Saint-Maurice du 2 avril au 9 juin 1951 - Extérieurs en région parisienne (sur la ligne de chemin de fer entre Crépy-en-Valois et Ormoy-Villers) - Enregistrement : Western Electric - Laboratoire GTC Joinville - Production : LPC, avec la collaboration de Discina et Éclair Journal - Chef de production : Pierre Gerin - Directeur de production : Robert Prevost - Secrétaire de production : Marcelle Lequerrier - Distribution : Discina - Langue : français - Format : 1.37:1 - 35mm - Noir et blanc - Son monophonique - Genre : drame - Durée : 110 minutes - Dates de sortie en salles : - France : 9 août 1951 (sortie nationale), 7 novembre 1951 (Paris) - États-Unis : 29 septembre 1953 (New York) - Visa d'exploitation : 10333 - Affiche : René Péron (France) |

## Distribution
| - Jean Gabin : Raymond Pinsard, mécanicien de locomotive - Simone Valère : Louise Louveau, la jeune aveugle - Suzanne Dehelly : sœur Gabrielle - Robert Arnoux : Julien Latour, beau-frère de Raymond - Gérard Oury : Lionel Moreau, l'économe du centre - Marthe Mercadier : Simone, la fiancée de Raymond - Jacques Dynam : Jean Gaillard, réparateur de radio - Cécile Didier : Mme Pinsard, mère de Raymond - Georges Lannes : le docteur Vaugeois - Marcelle Arnold : Germaine Latour, sœur de Raymond - Rivers Cadet : le père de Simone - Paul Azaïs : Loustaud, chauffeur de la locomotive - Colette Régis : Mme Turgeot - Madeleine Gérôme : Mme Landry | - Philippe Richard : le directeur - Jean Clarieux : un copain cheminot - Maurice Pallatier : l'acheteur du poste de radio - Jean-Louis Allibert : le ministre - Josée Ariel - Cécile Eddy - Marius David - Roger Dalphin - René Brun - Gaston Garchery - Emile Ronet - André Saint-Luc - Arlette Merry - Avec le concours de la chorale et des élèves de l'institution des jeunes aveugles |

## Récompenses et distinctions
- Coupe Volpi pour la meilleure interprétation masculine pour Jean Gabin à la Mostra de Venise 1951

## Box-office
- France : 2 533 125 entrées[1]

## Autour du film
- Deuxième collaboration entre Jean Gabin et Georges Lacombe après Martin Roumagnac cinq ans auparavant. Ils se retrouveront pour la troisième et dernière fois avec Leur dernière nuit (1953).
- Jean Gabin incarne pour la seconde fois un conducteur de locomotive après La Bête humaine (1938).
- il semble que ce soit le seul film tourné par Maurice Pallatier.